# Sebastian Freis
Sebastian Freis (* 23. April 1985 in Karlsruhe) ist ein ehemaliger deutscher Fußballspieler.

## Jugend
Als Jugendspieler des TC Rüppurr war er einmal Badischer Jahrgangsmeister im Tennis. Sein Abitur machte er auf dem Markgrafengymnasium in Durlach.

## Karriere als Spieler

### Karlsruher SC
Freis spielte in der Jugend bis 1999 beim SC Wettersbach, bevor er zum Karlsruher SC wechselte. Dort spielte der Stürmer seit der Saison 2004/05 für die Profimannschaft. Am 15. Oktober 2004 erzielte Freis bei seinem Zweitligadebüt gegen Rot-Weiss Essen einen Hattrick. Seitdem stand er überwiegend in der Startformation des KSC und erzielte insgesamt 22 Zweitliga-Tore. In der Saison 2006/07 spielte er darüber hinaus eine wesentliche Rolle beim Aufstieg der Karlsruher in die Fußball-Bundesliga.
In seiner ersten Saison im Fußball-Oberhaus erzielte Freis acht Tore und war damit neben Tamás Hajnal der treffsicherste Schütze der Badener. Am 26. April 2008 gelang ihm beim 3:3 gegen Werder Bremen sein erster „Doppelpack“ in der Bundesliga. Am 7. Februar 2009 traf er beim 3:2 gegen den Hamburger SV erneut zweifach. Am Ende der Saison 2008/09 stieg er mit dem KSC wieder in die 2. Bundesliga ab.

### 1. FC Köln
Im Sommer 2009 wechselte Freis für drei Jahre zum 1. FC Köln. Sein Debüt für die Kölner gab er am 8. August 2009 im Rahmen einer 0:1-Niederlage gegen Borussia Dortmund. In Köln konnte sich Freis in den folgenden zweieinhalb Jahren jedoch keinen Stammplatz erkämpfen.

### SC Freiburg
Im Januar 2012 wechselte Freis zum SC Freiburg. Über die Ablösemodalitäten wurde Stillschweigen vereinbart. Sein Debüt für den SC Freiburg gab er am 21. Januar 2012 (18. Spieltag) beim 1:0-Sieg gegen den FC Augsburg, als er im ersten Spiel des neuen Trainers Christian Streich in der 82. Minute gegen Daniel Caligiuri eingewechselt wurde. Über seinen Trainer Christian Streich sagte er später: „Beeindruckend vom ersten Moment, dieser Mann. Eine zweite Vaterfigur. Kein Trainer hat mich sportlich wie persönlich so geprägt wie er. Der kam auch vor dem Training immer etwas früher in die Kabine. Dann hat er erst einmal über ganz andere Dinge geredet als über Fußball. Ich habe dann eher gedacht, da ist der Gemeinschaftskunde- oder Geschichtslehrer da.“

### SpVgg Greuther Fürth
Da Freis in Freiburg keine sonderlich große Rolle mehr spielte, wechselte er am 10. Januar 2015 zur SpVgg Greuther Fürth in die 2. Bundesliga. Bei den Kleeblättern unterschrieb er einen Vertrag bis Sommer 2017.

### SSV Jahn Regensburg
Freis' letzte Station war der im Frühjahr 2017 in die 2. Bundesliga aufgestiegene SSV Jahn Regensburg, für den er bis zu seinem Karriereende im Sommer 2019  in zehn Pflichtspielen auflief.

### Nationalmannschaft
Freis gehörte zum Kader der U21-Nationalmannschaft, für die er am 10. Oktober 2006 beim 0:2 gegen England einmalig zum Einsatz kam.

## Karriere als Funktionär
Zur Saison 2020/21 wechselte er in die Scoutingabteilung des Karlsruher SC, in welcher er ab der Saison 2021/22 zum „Leiter Organisation Scouting“ aufstieg. Am 30. August 2023 stieg er zum Bereichsleiter Profis auf, wo er für die sportlichen Belange im Verein zuständig ist. Sein zum 31. August 2025 auslaufender Vertrag wurde indes nicht verlängert und Freis im April 2025 von seinen Aufgaben freigestellt.

## Sonstiges
Freis unterstützt die Kampagne „Bleib klar“, die sich gegen den Konsum von Alkohol und anderen Drogen richtet. Er bekam in seiner Karriere nie eine Rote Karte. Freis ist verheiratet und hat einen Bachelor im BWL-Fernstudium in Wismar mit Schwerpunkt Sportmanagement gemacht.

## Erfolge
- Aufstieg in die 1. Fußball-Bundesliga mit dem Karlsruher SC (2007)